# Pimpla senecta
Pimpla senecta är en stekelart som beskrevs av Samuel Hubbard Scudder 1878. Pimpla senecta ingår i släktet Pimpla och familjen brokparasitsteklar. Inga underarter finns listade i Catalogue of Life.